# Virtus Entella 2018-2019
Questa voce raccoglie le informazioni riguardanti la Virtus Entella nelle competizioni ufficiali della stagione 2018-2019.

## Stagione

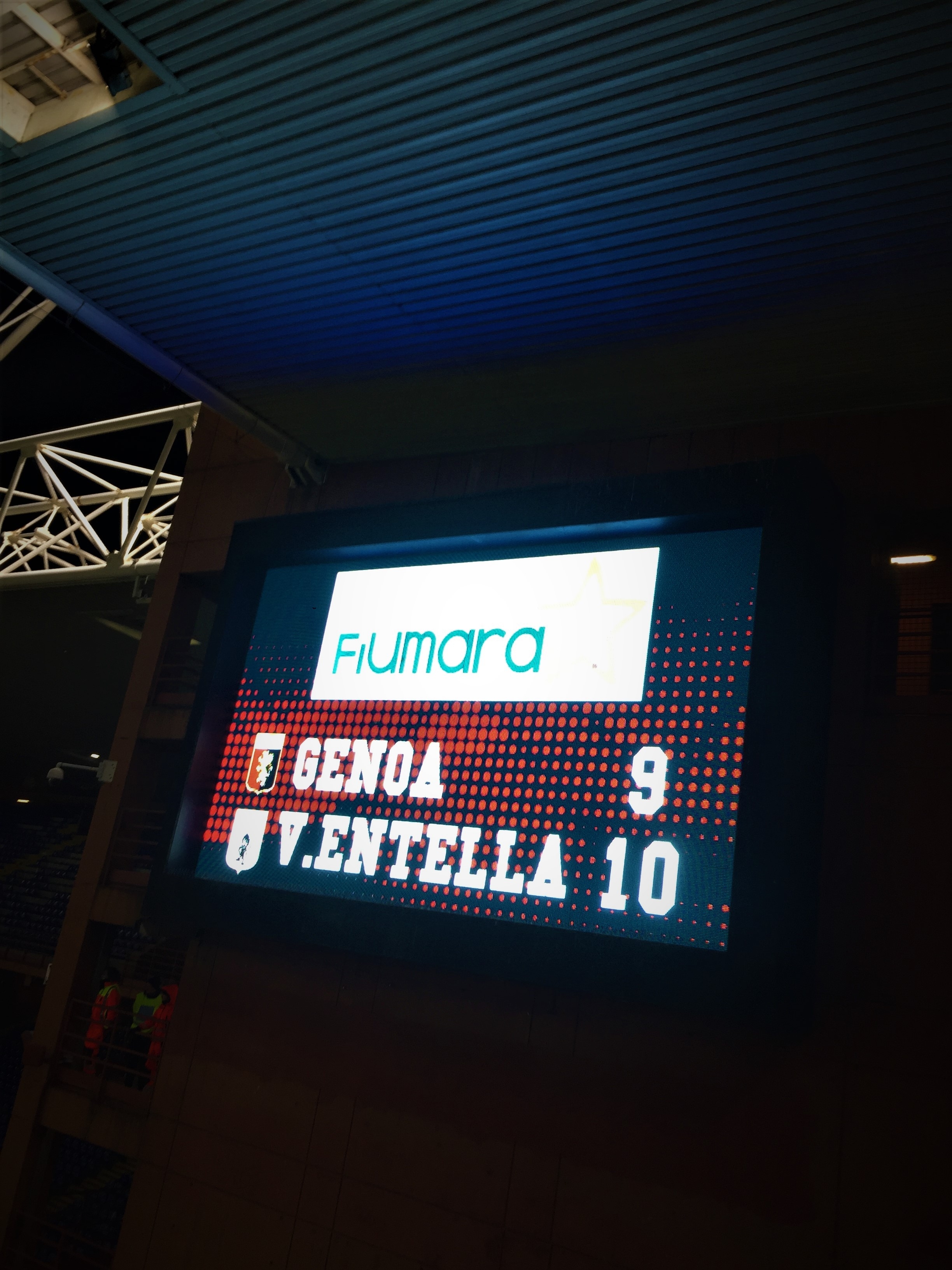
Il tabellone di Marassi con il risultato storico della partita di Coppa Italia

Dopo mesi di tira e molla giudiziario, il TAR del Lazio stabilisce che l'Entella non debba essere riammessa in Serie B al posto del fallito Cesena. Dopo aver debuttato in C il 16 settembre 2018 con la vittoria sul Gozzano (1-3) ed essere rimasta in attesa per un mese e mezzo senza giocare una gara, il club ligure vince 6 partite di fila tra il 4 e il 21 novembre, per poi perdere la prima partita solo il 25 novembre con il Siena (1-0). Il 6 dicembre riesce nell'impresa di eliminare il Genoa dalla Coppa Italia battendolo (10-9) ai calci di rigore al Ferraris, contando anche le reti segnate (3-3) nel corso della gara, approdando così agli ottavi di finale, dove è stato eliminato dalla Roma (4-0). In campionato continua a capeggiare il girone A di Serie C, ma nel girone di ritorno si fa recuperare 10 punti dal Piacenza, finendo a -2 dopo lo scontro diretto perso (1-0). All'ultima giornata, però, grazie alla vittoria ottenuta all'ultimo minuto contro la Carrarese (1-0), il club ligure scavalca di un punto gli emiliani, sconfitti sul campo del Siena (2-0), e vince il campionato, ritornando subito in cadetteria. Dal 4 novembre 2018 l'Entella ha giocato 39 partite in 164 giorni (cioè una ogni 4 giorni e 9 nel solo mese di marzo), ovvero le 36 di campionato e le 3 di Coppa Italia (compresa la gara persa con la Carrarese (3-4) per i sedicesimi di Coppa Italia di Serie C). Al termine del torneo disputa la Supercoppa un mini torneo tra le tre squadre che hanno vinto i tre gironi della Serie C, l'Entella vi ottiene due pareggi, mentre il Trofeo è stato vinto dal Pordenone.

## Divise e sponsor
Concluso il rapporto con Acerbis, l'Entella si accorda con Adidas quale fornitore ufficiale di materiale tecnico per la stagione 2018-2019: le prime due divise sono personalizzate attraverso il programma Miadidas, mentre la terza maglia proviene dal catalogo teamwear del marchio tedesco. Gli sponsor ufficiali sono Duferco Energia, Pensa Benessere (nel retro sotto la numerazione) e Kia Gecar (pantaloncino).
| Casa | Trasferta | Terza divisa |

Il 14 gennaio 2019, in occasione della partita valida per gli ottavi di finale di Coppa Italia disputatasi allo stadio Olimpico contro la Roma, l'Entella scende in campo con una maglia celebrativa riportante sul petto in colore oro il logo della Coppa Italia e i dati della partita.
| 2018-2019 Coppa Italia Ottavi di Finale |

## Rosa
| N. |                       | Ruolo | Calciatore           |
| -- | --------------------- | ----- | -------------------- |
| 1  | Italia (bandiera)     | P     | Andrea Paroni        |
| 2  | Slovacchia (bandiera) | D     | Filip Nagy           |
| 3  | Australia (bandiera)  | D     | Gabriel Cleur        |
| 4  | Italia (bandiera)     | D     | Francesco Belli      |
| 5  | Italia (bandiera)     | D     | Marco Chiosa         |
| 6  | Italia (bandiera)     | D     | Carlo Crialese       |
| 7  | Portogallo (bandiera) | C     | Dany Mota            |
| 8  | Italia (bandiera)     | C     | Manuel Di Paola      |
| 9  | Italia (bandiera)     | A     | Salvatore Caturano   |
| 10 | Italia (bandiera)     | C     | Luca Nizzetto        |
| 11 | Italia (bandiera)     | C     | Michele Currarino    |
| 12 | Italia (bandiera)     | P     | Samuele Massolo      |
| 13 | Italia (bandiera)     | D     | Simone Benedetti     |
| 14 | Italia (bandiera)     | A     | Francesco Puntoriere |
| 15 | Italia (bandiera)     | D     | Michele Pellizzer    |
| 16 | Italia (bandiera)     | C     | Simone Icardi        |

| N. |                      | Ruolo | Calciatore          |
| -- | -------------------- | ----- | ------------------- |
| 17 | Italia (bandiera)    | C     | Francesco Ardizzone |
| 18 | Croazia (bandiera)   | A     | Tomi Petrović       |
| 19 | Italia (bandiera)    | D     | Riccardo Baroni     |
| 20 | Italia (bandiera)    | C     | Simone Iocolano     |
| 20 | Italia (bandiera)    | A     | Davide Diaw         |
| 21 | Italia (bandiera)    | A     | Davide Luppi        |
| 22 | Tunisia (bandiera)   | P     | Aladin Ayoub        |
| 23 | Italia (bandiera)    | C     | Andrea Paolucci     |
| 24 | Ungheria (bandiera)  | A     | Krisztián Adorján   |
| 25 | Italia (bandiera)    | A     | Samuele Vianni      |
| 26 | Italia (bandiera)    | C     | Leonardo Di Cosmo   |
| 27 | Italia (bandiera)    | C     | Mirko Eramo         |
| 28 | Brasile (bandiera)   | C     | Raphael Martinho    |
| 29 | Rep. Ceca (bandiera) | C     | Jan Havlena         |
| 30 | Italia (bandiera)    | D     | Luca Germoni        |
|    | Italia (bandiera)    | D     | Lorenzo Migliorelli |

## Calciomercato
| Acquisti | Acquisti    | Acquisti  | Acquisti   |
| R.       | Nome        | da        | Modalità   |
| -------- | ----------- | --------- | ---------- |
| C        | Marco Fulco | Cremonese | definitivo |

## Risultati

### Serie C - girone A

#### Girone d'andata
| Arbitro: | Di Graci (Como) |

|             |           |                                 |
| Secondo 18’ | Marcatori | 52’ Nizzetto 62’, 76’ Dany Mota |

| Arbitro: | Gualtieri (Asti) |

|               |           |  |
| Pellizzer 52’ | Marcatori |  |

| Arbitro: | Lorenzin (Castelfranco Veneto) |

|                                         |           |                     |
| Eramo 18’ Diaw 61’ (rig.) Dany Mota 73’ | Marcatori | 54’, 90+1’ Ogunseye |

| Arbitro: | Camplone (Pescara) |

|                       |           |  |
| Said 39’ Emmausso 48’ | Marcatori |  |

| Arbitro: | Tremolada (Monza) |

|                                      |           |                     |
| Chiosa 48’ Dany Mota 69’ (rig.), 79’ | Marcatori | 12’ (rig.) Luperini |

| 27 febbraio 2019 6ª giornata | Pro Piacenza | – Gara annullata per il ritiro del Pro Piacenza dal torneo. | Virtus Entella |  |

| Vercelli 19 marzo 2019, ore 20:30 CET 7ª giornata | Pro Vercelli           | 0 – 0 | Virtus Entella | Stadio Silvio Piola\| Arbitro: \| Marchetti (Ostia Lido) \| |
| Arbitro:                                          | Marchetti (Ostia Lido) |       |                |                                                             |

| Arbitro: | Colombo (Como) |

|              |           |                 |
| Paolucci 18’ | Marcatori | 13’ M. Lombardo |

| Arbitro: | Sozza (Seregno) |

|           |           |  |
| Sestu 68’ | Marcatori |  |

| Arbitro: | Bitonti (Bologna) |

|                              |           |  |
| Dany Mota 3’ Diaw 74’ (rig.) | Marcatori |  |

| Arbitro: | Kumara (Verona) |

|            |           |                        |
| Caponi 59’ | Marcatori | 47’ Nizzetto 68’ Belli |

| Arbitro: | Zingarelli (Siena) |

|                                |           |           |
| Nizzetto 60’ Caturano 84’, 88’ | Marcatori | 35’ Gjura |

| Arbitro: | Carrione (Castellammare di Stabia) |

|            |           |  |
| Cianci 85’ | Marcatori |  |

| Arbitro: | Feliciani (Teramo) |

|                |           |          |
| Caturano 45+1’ | Marcatori | 81’ Bove |

| Arbitro: | Curti (Milano) |

|  |           |          |
|  | Marcatori | 85’ Diaw |

| Arbitro: | Garofalo (Torre del Greco) |

|  |           |           |
|  | Marcatori | 47’ Gucci |

| Arbitro: | Ayroldi (Molfetta) |

|                        |           |                |
| Brunori 35’ Foglia 43’ | Marcatori | 50’, 87’ Eramo |

| Arbitro: | Rutella (Enna) |

|              |           |  |
| Nizzetto 13’ | Marcatori |  |

| Arbitro: | Camplone (Pescara) |

|  |           |                             |
|  | Marcatori | 38’ Dany Mota 52’ S. Icardi |

#### Girone di ritorno
| Chiavari 30 dicembre 2018 20ª giornata | Virtus Entella           | 0 – 0 | Gozzano | Stadio Comunale di Chiavari\| Arbitro: \| Pashuku (Albano Laziale) \| |
| Arbitro:                               | Pashuku (Albano Laziale) |       |         |                                                                       |

| Arbitro: | G. Miele (Nola) |

|             |           |                                                    |
| Cecconi 32’ | Marcatori | 14’, 45+1’ Mancosu 40’ Dany Mota 70’ (aut.) Baldan |

| Arbitro: | Di Cairano |

|                |           |               |
| Céter 39’, 81’ | Marcatori | 41’ Dany Mota |

| Arbitro: | Paterna (Teramo) |

|                                      |           |             |
| Dany Mota 23’ Iocolano 31’ Eramo 79’ | Marcatori | 90+5’ Gissi |

| Arbitro: | Cudini (Fermo) |

|  |           |                          |
|  | Marcatori | 4’ Ardizzone 54’ Mancosu |

| 10 febbraio 2019 25ª giornata | Virtus Entella | – Gara assegnata (3-0) per il ritiro del Pro Piacenza dal campionato. | Pro Piacenza |  |

| Arbitro: | Sozza (Seregno) |

|                          |           |                  |
| Mancosu 10’ Caturano 90’ | Marcatori | 32’ (rig.) Morra |

| Arbitro: | Robilotta (Sala Consilina) |

|            |           |                 |
| De Vito 6’ | Marcatori | 90+4’ Dany Mota |

| Arbitro: | Cipriani (Empoli) |

|                                         |           |             |
| Caturano 29’ Nizzetto 40’ Dany Mota 49’ | Marcatori | 18’ Porcari |

| Pisa 2 marzo 2019 29ª giornata | Pisa              | 0 – 0 | Virtus Entella | Stadio Arena Garibaldi-Romeo Anconetani\| Arbitro: \| Santoro (Messina) \| |
| Arbitro:                       | Santoro (Messina) |       |                |                                                                            |

| Arbitro: | Rutella (Enna) |

|                                             |           |  |
| Mancosu 36’ (rig.) Iocolano 80’ Eramo 90+3’ | Marcatori |  |

| Alessandria 16 marzo 2019 31ª giornata | Alessandria        | 0 – 0 | Virtus Entella | Stadio Giuseppe Moccagatta\| Arbitro: \| D'Ascanio (Ancona) \| |
| Arbitro:                               | D'Ascanio (Ancona) |       |                |                                                                |

| Chiavari 23 marzo 2019 32ª giornata | Virtus Entella   | 0 – 0 | Siena | Stadio Comunale di Chiavari\| Arbitro: \| Vigile (Cosenza) \| |
| Arbitro:                            | Vigile (Cosenza) |       |       |                                                               |

| Arbitro: | Ayroldi (Molfetta) |

|             |           |                                        |
| Mallamo 47’ | Marcatori | 61’ (rig.) Caturano 75’ (rig.) Mancosu |

| Arbitro: | Annaloro (Collegno) |

|                                               |           |  |
| Caturano 33’ S. Icardi 36’ Ardizzone 71’, 74’ | Marcatori |  |

| Arbitro: | D. Miele (Torino) |

|                             |           |  |
| Zaro 16’ Le Noci 66’ (rig.) | Marcatori |  |

| Arbitro: | Paterna (Teramo) |

|                        |           |             |
| Iocolano 26’ Belli 83’ | Marcatori | 77’ Brunori |

| Arbitro: | Robilotta (Sala Consilina) |

|  |           |                           |
|  | Marcatori | 29’ Iocolano 40’ Caturano |

| Arbitro: | Amabile (Vicenza) |

|             |           |  |
| Mancosu 89’ | Marcatori |  |

### Coppa Italia Tim Cup
| Arbitro: | Piscopo (Imperia) |

|                                     |           |  |
| Belli 20’ Petrovic 32’ Di Paola 60’ | Marcatori |  |

| Arbitro: | Pairetto (Nichelino) |

|                           |           |  |
| Currarino 2’ Dany Mota 6’ | Marcatori |  |

| Arbitro: | Marini (Roma) |

|                                                                      |                      |                                                                        |
| Piatek 27’ (rig.), 87’ (rig.) Lapadula 110’ (rig.)                   | Marcatori            | 20’, 83’ S. Icardi 120+2’ Adorján                                      |
| Bessa Miguel Veloso Sandro Biraschi Piatek Zukanovic Rômulo Lapadula | Tiri di rigore 6 – 7 | Dany Mota Nizzetto R. Baroni Belli Paolucci Di Paola S. Icardi Adorján |

| Arbitro: | Di Paolo (Avezzano) |

|                                          |           |  |
| Schick 1’, 47’ Marcano 45+2’ Pastore 75’ | Marcatori |  |

### Coppa Italia di Serie C
| Arbitro: | Maranesi (Ciampino) |

|                             |           |                                           |
| Vanni 80’, 84’ Di Cosmo 82’ | Marcatori | 7’ Valente 15’, 44’ Biasci 31’ K. Piscopo |

### Supercoppa di Serie C
| Chiavari 11 maggio 2019 Primo turno | Virtus Entella | 0 – 0 | Pordenone | Stadio Comunale di Chiavari\| Arbitro: \| Curti (Milano) \| |
| Arbitro:                            | Curti (Milano) |       |           |                                                             |

| Arbitro: | Pashuku (Albano Laziale) |

|                     |           |                            |
| Paponi 73’ Elia 78’ | Marcatori | 47’ S. Icardi 51’ Iocolano |

## Statistiche

### Statistiche di squadra
| Competizione         | Punti                | In casa | In casa | In casa | In casa | In casa | In casa | In trasferta | In trasferta | In trasferta | In trasferta | In trasferta | In trasferta | Totale | Totale | Totale | Totale | Totale | Totale | D.R. |
| Competizione         | Punti                | G       | V       | N       | P       | GF      | GS      | G            | V            | N            | P            | GF           | GS           | G      | V      | N      | P      | GF     | GS     | D.R. |
| -------------------- | -------------------- | ------- | ------- | ------- | ------- | ------- | ------- | ------------ | ------------ | ------------ | ------------ | ------------ | ------------ | ------ | ------ | ------ | ------ | ------ | ------ | ---- |
| Serie C              | 75                   | 19      | 14      | 4       | 1       | 35      | 11      | 18           | 8            | 5            | 5            | 22           | 15           | 37     | 22     | 9      | 6      | 58     | 26     | +32  |
| Coppa Italia         | ottavi di finale     | 2       | 2       | 0       | 0       | 5       | 0       | 2            | 0            | 1            | 1            | 3            | 7            | 4      | 2      | 1      | 1      | 8      | 7      | +1   |
| Coppa Italia Serie C | sedicesimi di finale | 1       | 0       | 0       | 1       | 3       | 4       | 0            | 0            | 0            | 0            | 0            | 0            | 1      | 0      | 0      | 1      | 3      | 4      | -1   |
| Totale               | 75                   | 22      | 16      | 4       | 2       | 43      | 15      | 20           | 8            | 6            | 6            | 25           | 22           | 42     | 24     | 10     | 8      | 69     | 37     | +32  |

### Andamento in campionato
| Giornata  | 1 | 2 | 3 | 4 | 5 | 6 | 7 | 8 | 9 | 10 | 11 | 12 | 13 | 14 | 15 | 16 | 17 | 18 | 19 | 20 | 21 | 22 | 23 | 24 | 25 | 26 | 27 | 28 | 29 | 30 | 31 | 32 | 33 | 34 | 35 | 36 | 37 | 38 |
| --------- | - | - | - | - | - | - | - | - | - | -- | -- | -- | -- | -- | -- | -- | -- | -- | -- | -- | -- | -- | -- | -- | -- | -- | -- | -- | -- | -- | -- | -- | -- | -- | -- | -- | -- | -- |
| Luogo     | T | C | C | T | C | T | T | C | T | C  | T  | C  | T  | C  | T  | C  | T  | C  | T  | C  | T  | T  | C  | T  | C  | C  | T  | C  | T  | C  | T  | C  | T  | C  | T  | C  | T  | C  |
| Risultato | V | V | V | P | V | A | N | N | P | V  | V  | V  | P  | N  | V  | P  | N  | V  | V  | N  | V  | P  | V  | V  | V  | V  | N  | V  | N  | V  | N  | N  | V  | V  | P  | V  |    |    |
| Posizione | 1 | 1 | 2 | 2 | 2 | 2 | 2 | 2 | 2 | 3  | 3  | 3  | 3  | 3  | 3  | 3  | 3  | 2  | 2  | 2  | 1  | 1  | 1  | 1  | 1  | 1  | 1  | 1  | 1  | 1  | 1  | 1  | 1  | 1  | 1  | 2  |    |    |

Legenda:

Luogo: C = Casa; T = Trasferta. Risultato: V = Vittoria; N = Pareggio; P = Sconfitta.
- = Turno di riposo.